# دولاویرا
دولاویرا (به انگلیسی: Dholavira) در گجرات، هند قرار دارد. دولاویرا از آثار میراث جهانی است که در سال ۲۰۲۱ به عنوان یک اثر فرهنگی با شماره ثبت ۱۶۴۵ در فهرست میراث جهانی یونسکو ثبت گردید.

## ثبت جهانی
این اثر در ۴۴امین نشست سازمان یونسکو به میزبانی چین با شماره ثبت ۱۶۴۵ ثبت جهانی شد.